# Luật gia đình
Luật gia đình (còn gọi là luật hôn nhân hay luật quan hệ trong nhà) là một lĩnh vực của luật liên quan đến các vấn đề gia đình và quan hệ trong nhà.

## Tổng quan
Các chủ đề thường thuộc luật gia đình của một quốc gia bao gồm:
- Hôn nhân, kết hợp dân sự và quan hệ đối tác trong nhà: 
  - Tham gia vào các mối quan hệ vợ chồng và trong nước được pháp luật công nhận [1]
  - Việc chấm dứt các mối quan hệ gia đình được công nhận hợp pháp và các vấn đề phụ trợ, bao gồm ly dị, hủy bỏ, chia tài sản, cấp dưỡng, nuôi dưỡng và thăm nuôi con, cấp dưỡng cho con cái [3]
- Nhận nuôi: thủ tục nhận nuôi một đứa trẻ và trong một số trường hợp là người lớn.[4]
- Mang thai hộ: luật pháp và quá trình sinh con như một người mẹ thay thế [5]
- Thủ tục tố tụng bảo vệ trẻ em: thủ tục tố tụng tại tòa án có thể do sự can thiệp của nhà nước trong các trường hợp lạm dụng trẻ em và bỏ rơi trẻ em [6]
- Tòa án vị thành niên: Các vấn đề liên quan đến trẻ vị thành niên bao gồm vi phạm tình trạng, phạm pháp, giải phóng và xét xử vị thành niên [7]
- Quan hệ cha con: thủ tục thiết lập và hủy bỏ tư cách làm cha, và quản lý xét nghiệm quan hệ cha con [8]

Danh sách này không đầy đủ và thay đổi tùy thuộc vào thẩm quyền.